# Aechmea cymosopaniculata
Espèce
Classification phylogénétique
Statut de conservation UICN

 CR B1ab(iii) : 
En danger critique
Synonymes
- Aechmea paniculigera var. parviflora Griseb.

Aechmea cymosopaniculata est une espèce de plante de la famille des Bromeliaceae, endémique du Venezuela.

## Synonymes
- Aechmea paniculigera var. parviflora Griseb.[3]

## Menaces et protection
L'espèce est considérée comme en « danger critique d'extinction » par l'Union internationale pour la conservation de la nature depuis 2013.